# Ascionana magnetica
Ascionana magnetica is een pissebed uit de familie Paramunnidae. De wetenschappelijke naam van de soort is voor het eerst geldig gepubliceerd in 2004 door Just & WIlson.